# Bosquerola xivitona
La bosquerola xivitona (Parkesia noveboracensis) és una espècie d'ocell de la família dels parúlids (Parulidae) que habita matollars densos a prop de l'aigua i pantans americans, criant al Canadà i zones properes del nord-est i nord-oest dels Estats Units. Passa l'hivern a les Antilles, Mèxic, Amèrica Central i zona nord de Sud-amèrica.